# حسن زندباف
حسن زندباف (زادهٔ ۱۳۱۹ در تهران) آهنگساز و مدرس دانشگاه اهل ایران است. او برادر حسین زندباف، کارگردان و تهیه‌کنندۀ سینما است.

## زندگی هنری
حسن زندباف در سال ۱۳۱۹ در تهران متولد شد. او عضوی از یک خانواده هفت نفره و فرزند دوم بوده است. او فارغ‌التحصیل هنرستان عالی موسیقی تهران است. وی پس از پایان تحصیل در هنرستان موسیقی، تحصیلات عالی موسیقی را در کنسرواتوار مونیخ ادامه داد. او سابقه تدریس موسیقی در دانشگاه برلین دارد و نویسنده چندین جلد کتاب تخصصی موسیقی است. وی همچنین در زمینه آهنگسازی، موسیقی فیلم و بازیگری فعال بوده‌است. 

## آثار

### بازیگری
1. برنج خونین (۱۳۶۰) کارگردان امیر قویدل
2. مرگ سفید (۱۳۶۲) کارگردان حسین زندباف
3. جستجو در شهر (مجموعه تلویزیون) (۱۳۶۴) حسن هدایت
4. معما (۱۳۶۵) کارگردان حسین زندباف
5. محاکمه (مجموعه تلویزیونی) (۱۳۷۸) حسن هدایت

### موسیقی فیلم
1. ۱۹۳۶ (۱۳۵۹)
2. دست شیطان (۱۳۶۰)
3. مرگ سفید (۱۳۶۲)
4. مردی که زیاد می‌دانست (۱۳۶۳)
5. طائل (۱۳۶۳)
6. معما (۱۳۶۵)
7. بهار در پاییز (۱۳۶۶)
8. دو نفر و نصفی (۱۳۷۰)
9. صلیب طلایی (۱۳۷۱)
10. همه دختران من (۱۳۷۲)
11. دمرل (۱۳۷۲)
12. عصیان (۱۳۷۲)
13. مهریه بی‌بی (۱۳۷۳)
14. راز مینا (۱۳۷۵)
15. سایه روشن (۱۳۸۰)

## تألیفات
1. آهنگ‌سازی - آوازخوانی به زبان ساده - انتشارات سوره مهر[۱]
2. تاریخ و فرهنگ موسیقی جهان - انتشارات سوره مهر[۲]
3. گذری کوتاه بر تاریخ موسیقی کلاسیک - انتشارات روزنه[۳]
4. فرم در موسیقی - انتشارات روزنه[۴]
5. الفبای تصویر موسیقی - انتشارات آروَن[۵]
6. زبان موسیقی - انتشارات شهر[۶]
7. ریتم در موسیقی - انتشارات روزنه[۷]
8. جامعه‌شناسی موسیقی -انتشارات آروَن[۸]
9. موسیقی کلاسیک در سده بیستم - انتشارات روزنه[۹]
10. انتقاد - مؤسسه فرهنگی وهنری زندباف[۱۰]
11. فرهنگ لغت تشریحی موسیقی (لکزیکون 1) - انتشارات آروَن[۱۱]
12. دائره المعارف سازهای جهان (ترجمه)- انتشارات روزنه[۱۲]